# Al Capone

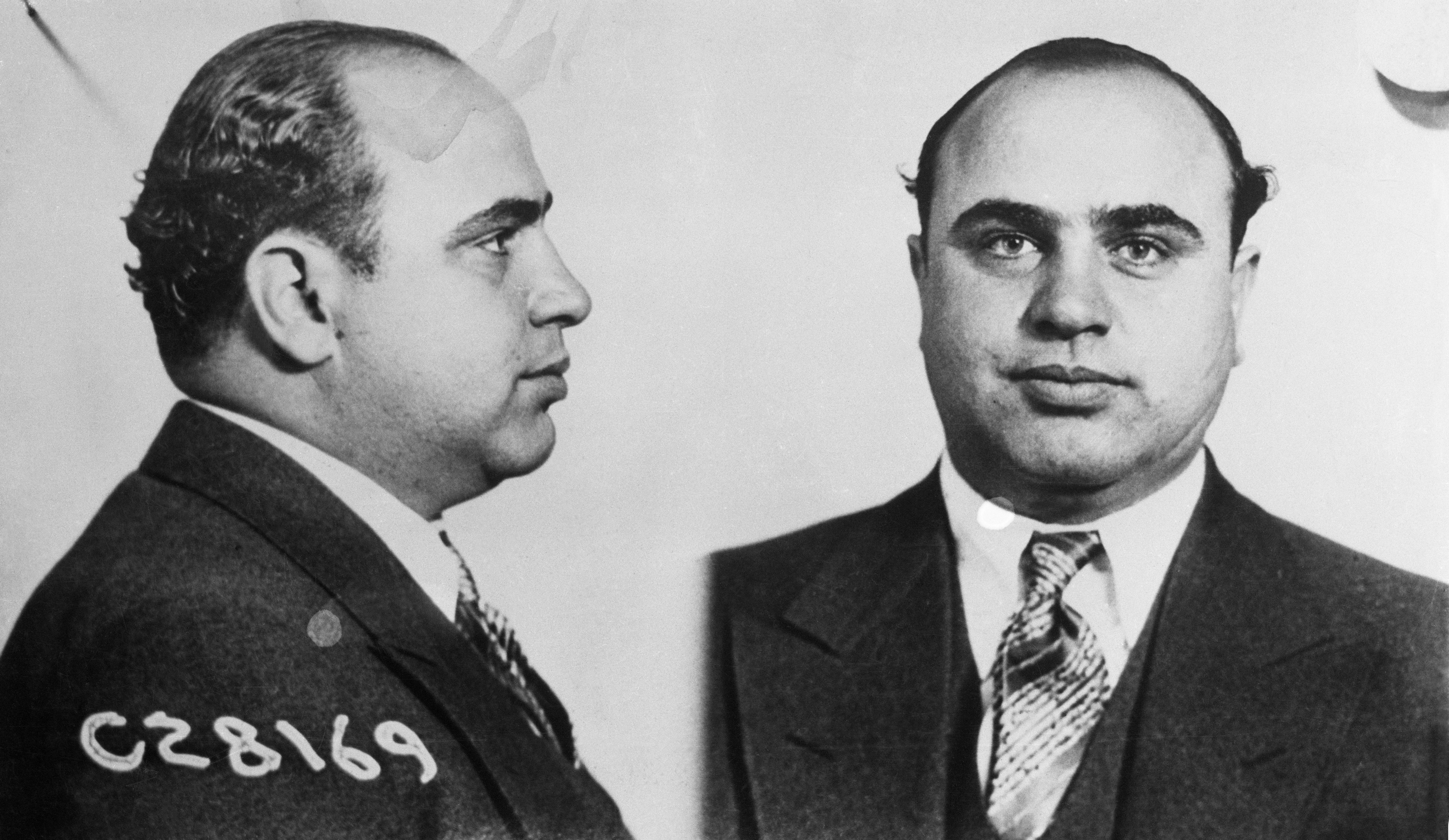
Fitxa policial d'Al Capone

Alphonse Gabriel "Al" Capone (pronunciat en anglès: /æl kəˈpoʊn/), (Brooklyn, Nova York, 17 de gener de 1899 - Palm Island, Florida, 25 de gener de 1947), més conegut com a Al «Scarface» Capone, va ser un gàngster nord-americà que va aconseguir la fama durant la Llei Seca, durant els anys 20 i començament dels anys 30. També conegut com el cofundador i cap de l'equip de Chicago. El seu regnat de set anys com a cap del crim va acabar quan ell tenia 33 anys.
Al Capone va néixer a Brooklyn (Nova York) en una família d'immigrants italians. Se'l considerava un membre de la banda Five Points Gang. Als vint anys, es va traslladar a Chicago i es va convertir en guardaespatlles de confiança per a Johnny Torrio, cap d'una organització criminal que subministrava alcohol il·legalment i que va ser políticament protegida a través de la Unione Siciliana. Torrio es va jubilar després que uns pistolers de la zona nord l'intentessin matar, lliurant el control a Capone. Capone va expandir el negoci de contraban a través de mitjans cada vegada més violents, però les seves relacions mútuament profitoses amb l'alcalde William Hale Thompson i la policia de la ciutat significaven que Capone estava fora de perill de la llei. A les acaballes dels anys 20, Al Capone ja era a la llista dels "Més cercats" de l'FBI. Quan tenia 30 anys, quan va ser empresonat pel Govern Federal dels EUA per evasió d'impostos, i enviat a la presó d'Alcatraz. Va morir a Palm Island, Florida a l'edat de 48 anys.

## Biografia

### Brooklyn
La vida criminal d'Alphonse va començar molt aviat. Quan era adolescent va pertànyer a dues bandes: els "Brooklyn Rippers" i els "Forty Thieves Juniors", on es va iniciar amb delictes menors.
Capone va deixar l'escola a 14 anys, perquè es va barallar amb un professor, i va treballar en moltes feines per tota Nova York, fins i tot en una botiga de llaminadures i una sala de bitlles. Després del període inicial, Capone es va unir a la banda "Five Points", liderada per Frankie Yale. Va ser llavors quan va començar a treballar com a cambrer i goril·la a l'establiment de Yale, el "Harvard Inn". Allà, Capone es va veure immers en una baralla de ganivets amb Frank Gallucio a causa de la seva germana. Gallucio li va fer un tall a la cara, motiu pel qual se'l va començar a conèixer amb el malnom del Caratallada (Scarface).
El 1918, Capone es va casar amb Mae Coughlin, una noia irlandesa, i van tenir un fill aquell mateix any, Albert 'Sonny' Francis Capone. La parella va viure un any a Brooklyn. El 1919 se'n van anar a Amityville, Long Island per estar més a prop de "Rum Row". Capone encara treballava a les ordres de Frankie Yale i es creu que ja havia comès dos assassinats quan el van enviar a Chicago el 1919.

### Chicago
Inicialment, Capone va començar a treballar a l'equip de Johnny Torrio, però el veterà Torrio va reconèixer immediatament el seu talent, i cap al 1922 Capone ja n'era la mà dreta, responsable dels negocis il·legals de joc, alcohol i prostitució de Chicago.
Uns anys més tard, Torrio va patir un atemptat. Greument ferit, Torrio va tornar a Itàlia i va passar el seu negoci a Capone, que va fer una fortuna. Es calcula que entre el 1925 i el 1930 guanyava uns 100 milions de dòlars l'any.
El 1928, Capone va comprar un refugi a Palm Island, Florida. Poc temps després de la compra, va fer set morts en una de les matances més conegudes del segle, la Matança de Sant Valentí, el 14 de febrer de 1929. Tot i que encara es discuteixen els detalls i ningú no va ser processat, s'atribueix a Capone i els seus homes, especialment a Jack 'Machine Gun' McGurn, que es creu que va ser qui va disparar. Capone volia matar el seu rival Bugs Moran, però aquest va arribar tard i va poder escapar-se, tot i que greument ferit.

### La Caiguda
Tot i que Capone sempre feia negocis per mitjà d'homes de palla i no hi havia registres que el relacionessin, les noves lleis promulgades el 1927 van permetre al govern federal perseguir Capone per evadir impostos, la millor opció que tenien per a poder-lo empresonar. Va ser perseguit per l'agent de l'Agència de Prohibició Elliot Ness i els seus agents "Els Intocables", i també per l'agent del IRS Frank Wilson, que va ser capaç de trobar rebuts dels ingressos de Capone per joc il·legal. Eren la prova de l'evasió d'impostos per aquests ingressos.
El procés i l'acusació van tenir lloc el 1931. Al Capone va ser declarat culpable de cinc dels 23 càrrecs i sentenciat a 10 anys en una presó federal. Al començament el van ficar a una presó d'Atlanta el 1932, però va resultar que encara era capaç de controlar la majoria dels seus negocis i, per això, el van portar a l'illa presó d'Alcatraz l'agost de 1934. Allà, Capone era vigilat estrictament i tenia prohibit qualsevol contacte amb l'exterior. Quan es va revocar la "llei seca" i amb el seu líder empresonat, l'imperi de Capone aviat va començar a debilitar-se.

### El Final
Cap als anys 30, quan era a Alcatraz, Capone va començar a mostrar símptomes de demència, probablement a causa d'una sífilis sense tractar que havia agafat de jove. Va passar la gran part dels seus darrers anys tancat a l'hospital de la presó fins que, finalment, va ser alliberat el 16 de novembre de 1939.
Quan va sortir, Capone estava arruïnat, físicament dèbil i amb la ment afeblida. Es va retirar a la seva casa de Miami Beach, Florida, on es va aïllar del món exterior. El 21 de gener de 1947 va patir un vessament cerebral i va morir 3 dies després de pneumònia. Va ser enterrat al Cementiri Mount Olivet i després portat al Cementiri Mount Carmel de l'oest de Chicago, on també hi ha les restes dels seus pares i germà.

## Víctimes atorgades
| Victima                     | Data de la mort        | Raó |
| --------------------------- | ---------------------- | --- |
| Joe Howard                  | 7 de maig de 1923      | Intentà segrestar la cervesa de Capone-Torrio i era un fanfarró.                                                                                     |
| Dion O'Banion               | 10 de novembre de 1924 | Ran North Side un negoci de licor va declarar, "Al diable amb els sicilians!"                                                                        |
| Thomas Duffy                | 27 d'abril de 1926     | Sospitós de traïció per Capone. |
| James J. Doherty            | 27 d'abril de 1926     | Sospitós de traïció per Capone. |
| William H. McSwiggin        | 27 d'abril de 1926     | Estava amb Duffy i Doherty aquella nit. |
| Earl Hymie Weiss            | 11 d'Octubre de 1926   | O'Banion successor en la North Side |
| John Costenaro              | 7 de Gener de 1927     | La planificació a declarar contra Capone en un judici per conspiració.                                                                               |
| Santo Celebron              | 7 de Gener de 1927     | La planificació a declarar contra Capone en un judici per conspiració.                                                                               |
| Antonio Torchio             | 25 de maig de 1927     | Importat de Nova York per matar Capone. |
| Frank Hitchcock             | 27 de juliol de 1927   | Enemic que Johnny Patton volia fora del camí. |
| Anthony K. Russo            | 11 d'agost de 1927     | Importat de St. Louis per matar Capone. |
| Vincent Spicuzza            | 11 d'agost de 1927     | Importat de St. Louis per matar Capone. |
| Samuel Valente              | 24 de Setembre de 1927 | Importat de Cleveland per matar Capone. |
| Harry Fuller                | 18 de Gener de 1928    | Haver segrestat cervesa i licor de Capone. |
| Joseph Cagiando             | 18 de Gener de 1928    | Haver segrestat cervesa i licor de Capone. |
| Joseph Fasso                | 18 de Gener de 1928    | Haver segrestat cervesa i licor de Capone. |
| "Diamond Joe" Esposito      | 21 de març de 1928     | No volia donar suport Capone durant la jornada electoral.                                                                                            |
| Ben Newmark                 | 23 d'abril de 1928     | Tractar d'organitzar una banda rival; el guardaespatlles de Capone va intentar ocultar la seva pròpia traïció duent a terme l'assassinat de Newmark. |
| Francesco Uale (Frank Yale) | 1 de juliol de 1928    | Capone traït en servir com a gerent de rom corrent.                                                                                                  |
| Frank Gusenberg             | 14 de Febrer de 1929   | Era a Bugs Moran lloc de reunió de colles durant La Massacre del Dia de Sant Valentí.                                                                |
| Pete Gusenberg              | 14 de Febrer de 1929   | Era a Bugs Moran lloc de reunió de colles durant La Massacre del Dia de Sant Valentí.                                                                |
| John maig                   | 14 de Febrer de 1929   | Era a Bugs Moran lloc de reunió de colles durant La Massacre del Dia de Sant Valentí.                                                                |
| Al Weinshank                | 14 de Febrer de 1929   | Era a Bugs Moran lloc de reunió de colles durant La Massacre del Dia de Sant Valentí.                                                                |
| James Clark                 | 14 de Febrer de 1929   | Era a Bugs Moran lloc de reunió de colles durant La Massacre del Dia de Sant Valentí.                                                                |
| Adam Heyer                  | 14 de Febrer de 1929   | Era a Bugs Moran lloc de reunió de colles durant La Massacre del Dia de Sant Valentí.                                                                |
| Dr. Reinhardt Schwimmer     | 14 de Febrer de 1929   | Era a Bugs Moran lloc de reunió de colles durant La Massacre del Dia de Sant Valentí.                                                                |
| Albert Anselmi              | 8 de maig de 1929      | Ajudaria a Joseph Giunta en l'assassinat de Capone.                                                                                                  |
| John Scalise                | 8 de maig de 1929      | Ajudaria a Joseph Giunta en l'assassinat de Capone.                                                                                                  |
| Joseph Guinta (Juno)        | 8 de maig de 1929      | Estava planejant assassinar Capone. |
| Frankie Marlow              | 24 de juny de 1929     | Es va negar a pagar un deute de 250.000 $. |
| Julius Rosenheim            | 1 de Febrer de 1930    | Informador de la policia i els diaris sobre al Capone.                                                                                               |
| Jack Zuta                   | 1 d'agost de 1930      | Espiat i Capone traït. |
| Joe Aiello                  | 22 d'Octubre de 1930   | Líder de la banda rival i aliat de Bugs Moran. |

## En la cultura popular
Al Capone és un dels gàngsters americans més notoris del segle XX i ha estat objecte de nombrosos articles, llibres i pel·lícules. La seva personalitat i caràcter s'han utilitzat en la ficció com un model per als senyors del crim. El seu accent, els gestos, la construcció de la cara, alçada física, i paròdies del seu nom s'han utilitzat per a molts gàngsters en còmics, pel·lícules, música i literatura.

### Literatura
- Al Capone s'ofereix en un segment de Mario Puzo El padrí, com un cap de la màfia de Nova York aliat de Salvatore Maranzano en el qual envia dos homes per matar Don Vito Corleone; en arribar a Nova York, els dos homes són interceptats i brutalment assassinats per Luca Brasi, després de la qual cosa Don Corleone envia un missatge a Al Capone advertint de no interferir de nou, i Capone aparentment capitula.[3]
- Al Capone és un antagonista d'Hergé a Tintín a Amèrica i es fa referència a Tintín al Congo. Ell és l'únic personatge de la vida real representat en el seu paper a la vida real a Les aventures de Tintín.
- Al Capone és un personatge important en Night's Dawn Trilogy, escrita per l'autor de ciència-ficció Peter F. Hamilton.
- La seva neboda Deirdre Marie Capone va escriure un llibre titulat Uncle Al Capone: The Untold Story from Inside His Family.[4]
- Al Capone és un personatge central de la novel·la de fantasia Cosa Nosferatu, que s'imagina Capone i Eliot Ness, barreja amb Randolph Carter i altres elements dels mites de H. P. Lovecraft.
- Al Capone és la inspiració per al personatge central Tony Camonte a Armitage Trail Scarface (1929),[5] que va ser adaptada a Scarface (pel·lícula de 1932). La novel·la va ser adaptada posteriorment de nou el 1983 amb el personatge central de Tony Montana.
- Jack Bilbo va afirmar que havia estat guardaespatlles de Capone en el seu llibre Carrying a Gun for Al Capone (1932).[6]
- Al Capone també s'esmenta en el llibre Al Capone Does My Shirts.

### Cine i televisió
Capone s'ha representat a la pantalla per:
- Rod Steiger a Al Capone (1959).[7]
- Neville Brand en les sèries de televisió The Untouchables i també a la pel·lícula The George Raft Story (1961).[7]
- José Calvo en Due mafiosi contro Al Capone (1966).[7]
- Jason Robards en The St. Valentine's Day Massacre (1967).[7]
- Ben Gazzara a Capone (1975).[7]
- Robert De Niro en The Untouchables (1987).[7]
- Ray Sharkey en The Revenge of Al Capone (1989)
- Eric Roberts en The Lost Capone (1990)
- Bernie Gigliotti en The Babe (1992), en una breu escena en un club nocturn de Chicago durant el qual Capone i el seu mentor Johnny Torrio, interpretat per Guy Barile, coneix el personatge principal de la pel·lícula Babe Ruth, interpretat per John Goodman.
- William Forsythe a The Untouchables (1993–1994)
- William Devane en Lois & Clark: The New Adventures of Superman, 2a sessió, Episodi 7: "That Old Gang of Mine" (1994).
- F. Murray Abraham a Dillinger and Capone (1995).
- Anthony LaPaglia a Road to Perdition (2002), en una escena eliminada.[8]
- Julian Littman a Al's Lads (2002)
- Jon Bernthal a Night at the Museum: Battle of the Smithsonian (2009).[9]
- Stephen Graham a Boardwalk Empire (2010-2014)

Actors que interpreten personatges basats en Capone:
- Wallace Beery és Louis 'Louie' Scorpio a The Secret Six (1931).[7]
- Ricardo Cortez és Goldie Gorio a Bad Company (1931).[7]
- Paul Lukas és Big Fellow Maskal a City Streets (1931).[7]
- Edward Arnold és Duke Morgan a Okay, America! (1932).[7]
- Jean Hersholt és Samuel 'Sam' Belmonte a The Beast of the City (1932).[7]
- Paul Muni és Antonio 'Tony' Camonte a Scarface (1932).
- C. Henry Gordon és Nick Diamond a Gabriel Over the White House (1933).[7]
- John Litel és 'Gat' Brady a Alcatraz Island (1937).[7]
- Barry Sullivan és Shubunka a The Gangster (1947).[7]
- Ralph Volkie as Big Fellow in The Undercover Man (1949).[7]
- Edmond O'Brien és Fran McCarg a Pete Kelly's Blues (1955).[7]
- B.S. Pully és Big Jule a film adaptat de Guys and Dolls (1955), reprenent el paper que Pully havia originat en el Musical de Broadway.[10]
- Lee J. Cobb és Rico Angelo a Party Girl (1958).[7]
- George Raft és Spats Colombo i Nehemiah Persoff és Little Bonaparte a Some Like It Hot (1959).[7]
- Frank Ronzio és Litmus a Escape from Alcatraz (1979) es presenta al nouvingut Charlie com "Al Capone". La pel·lícula està ambientada el 1962, 15 anys després de la mort de Capone.
- Cameron Mitchell és Boss Rojeck a My Favorite Year (1982)
- Harvey Atkin és "Al Koopone" (King Koopa) a The Super Mario Bros. Super Show l'episodi The Unzappables (1989)
- Al Pacino és Alphonse "Big Boy" Caprice a Dick Tracy (1990).[7]

### Música
- Prince Buster, músic de ska jamaicà, va tenir el seu primer èxit al Regne Unit amb el senzill "Al Capone" el 1967.[11]
- El grup de pop britànic Paper Lace, en el hit del 1974 The Night Chicago Died esmenten que "un home anomenat Al Capone, va intentar crear la seva pròpia ciutat, i va posar a la seva banda en peu de guerra contra les forces de la llei."[12]
- El 1979, The Specials, al Regne Unit reelabora una pista de Prince Buster en el seu primer senzill, "Gangsters".[13]

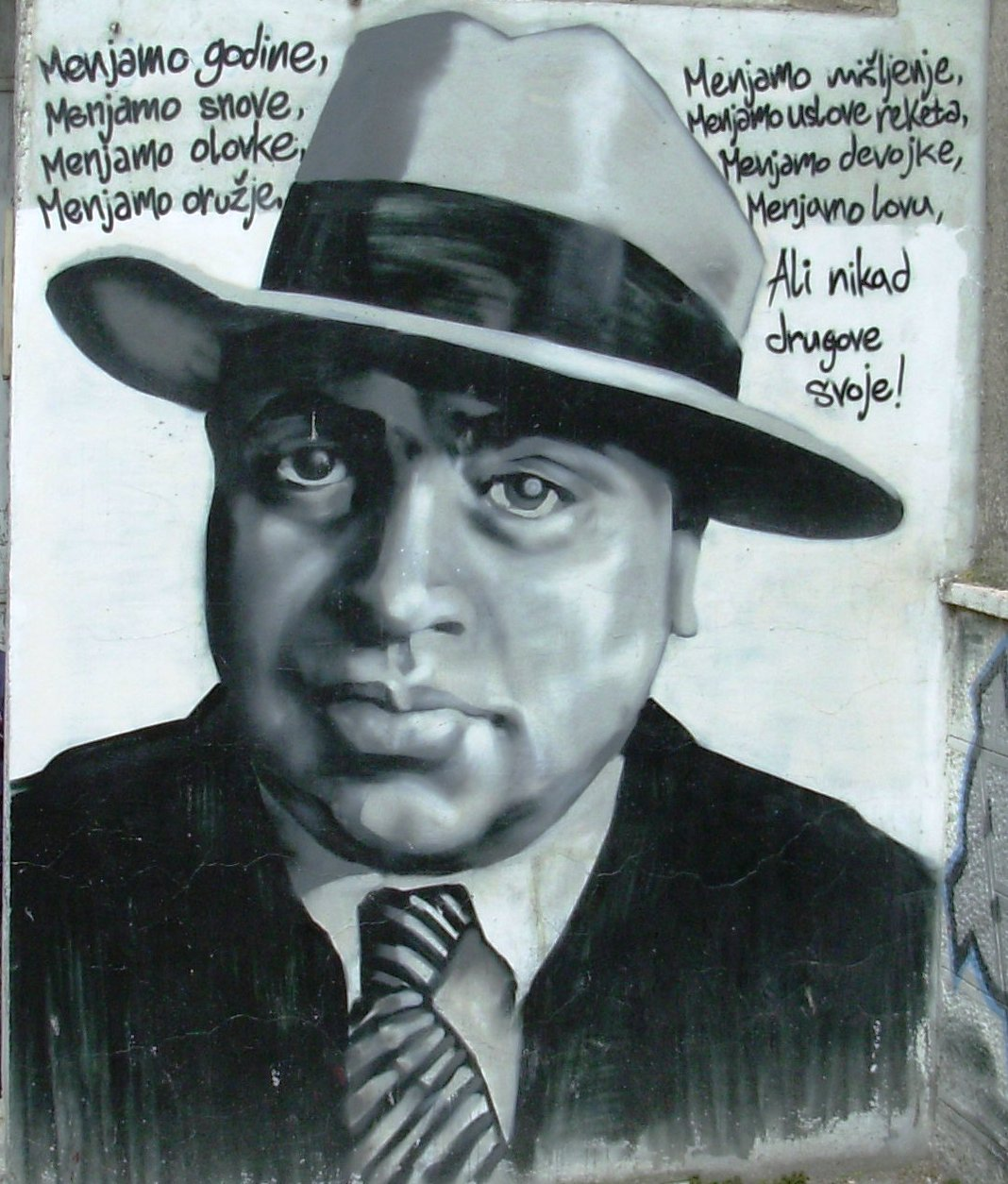
Graffiti d'Al Capone feta per fans Partizans de Belgrad, Sèrbia.

- Es fa referència a Al Capone en gran manera per Prodigy a la pista "Al Capone Zone", produïda per The Alchemist i acompanyada per Keak Da Sneak.[14]
- "Al Capone" és una cançó de Michael Jackson. Jackson va grabar la cançó per Bad, però no es va incloure. La cançó va ser llançada el setembre de 2012 en la celebració del 25è aniversari de l'àlbum.
- Diversos artistes de hip-hop han adoptat el nom de "Capone" pels seus noms artístics: Capone, Mr. Capone-E, i Al Kapone.

### Esports
- Fans del club de futbol de Sèrbia, FK Partizan, estan utilitzant el personatge d'Al Capone com a mascota d'un dels seus subgrups anomenat "Alcatraz", el nom d'una presó en la qual Al Capone va complir condemna. A més, en honor de Capone, hi ha representacions, en graffitis d'ell, al centre de Belgrad.
- Ultimate Fighting Championship de pesos pesants Nikita Krylov anomenat "Al Capone". Casualment, tenia la seva primera victòria a l'UFC a Chicago.[15]